# Європейська конвенція про захист хребетних
Європейська конвенція про захист  хребетних тварин, що використовуються для  наукових експериментів або в інших наукових цілях  (англ. European Convention for the Protection of Vertebrate Animals used for Experimental and Other Scientific Purposes) — міжнародний юридичний документ, що регламентує гуманне поводження з хребетними тваринами під час наукових експериментів. Підписано в  Страсбурзі в 1986 р.. Україна не є членом цієї конвенції.
Відповідно до Європейської конвенції з захисту хребетних, дослідник може використовувати тварин «у пошуках знань, здоров'я та безпеки» поважаючи право на життя кожної тварини, беручи до уваги її здатність страждати і пам'ятати, тільки тоді, коли існує ймовірність, що використання тварин призведе до отримання знань або до загального поліпшення життя людини або тварин. Таким чином,  етичність експерименту виступає як обов'язкова вимога у всіх країнах світу і є показником морального, професійного та культурного рівня вченого. Дотримання цієї вимоги має стати підставою для обов'язкового проведення еко- та / або біоетичної  експертизи дисертаційних робіт природничо-наукового, медико-біологічного, сільськогосподарського, інженерно-технічного профілів, що представляються до захисту.